# Győr sportélete
Győr nagy hagyományokkal és kiváló adottságokkal rendelkezik a verseny- és a szabadidősport területén. A feltételek azonban a rendszerváltás óta mind a verseny, mind a szabadidősport tekintetében romlottak, illetve nem fejlődtek megfelelően. A hagyományos ipari üzemekre épülő bázisok megszűntek: például a textilipari üzemek megszűnése, másrészt a megmaradt ipari üzemek tulajdonosai nem tekintik támogatandó tevékenységnek a sportot. A rendszerváltás előtt a sport hagyományos bázisának tekintett fegyveres erők lehetőségei is beszűkültek, emiatt több sportlétesítmény megszűnt, állaguk leromlott. A tömegsport lehetőségeit rontotta a szervezett mozgalmak megszűnése. Háttérbe szorulását a lakosság igényének és szabadidejének csökkenése is befolyásolja.
Megjelent a modern sportokat kiszolgáló infrastruktúra (fallabda, fitnesz, testépítés, tekesport), divatba jött az egészséges életmód. Egy két nagyobb volumenű beruházás is megvalósult. Megépült az egyetemi csarnok, lefedésre került a műjégpálya, az evezőssportok számára modern indítótorony épült. Utóbbi időben számos nemzetközi sportesemény sikeres megrendezése hívta fel a városra a figyelmet.

## Szabadidősport
A testépítéstől a labdarúgáson keresztül a vízi sportokig, harcművészetekig színes a paletta, és ne felejtkezzünk meg a táncról, illetve a szabadidős sportokról sem, mint például a bowling, gokart vagy a darts.
Győrben komoly aerobik- és fitneszélet folyik. A színvonalasabb termek közé tartozik a Colosseum Fitness, a Spinning® Center, a Golden Ball Squash és Fitness Club és a Galaxy Fitness. Most nyitotta meg edzőtermét a (Dallos Fitness), ahol a klasszikus aerobik mellett ki lehet próbálni a fittball-t, a Pilates-t vagy a tae boe-t, ami önvédelmi sport és aerobik is egyben. Küzdősportok terén is bő a kínálat: aikido, judo, karate, boksz klubok működnek Győrött.
Győr és környéke ismert néptáncairól – említést érdemel a Lippentő táncegyüttes, Kisalföld Táncegyüttes és a Szanyi Bokréta néptáncegyüttes. Amatőr tánccsoportok: (hiphop, brake, show tánc); a legismertebbek közül néhány: Danger Elements, Dimenzió, El Paso, AForce1 Tánc Sport Egyesület, Fencing, Grácia, Megadance, Parlando-Dance 4 You. Hódít a keleti kultúra és a hastánc: Fatime Hastánc Iskolájában kezdők is elsajátíthatják az ősi keleti vonzerő és csábítás technikáját.
A szabadidő hasznos eltöltésére szolgál a Golden Ball Club egy kis squashjátékra. Bowlingozni lehet a Győr Plazában nyílt új klubban, biliárd, darts, pálya várja az érdeklődőket. A wellnesst pedig akár a Rába Quelle, akár a Golden Ball Club kínálja.
A „folyók városaként” aposztrofált Győr nem felejtkezik meg a vizes sportok szerelmeseiről sem. Az egyetemhez közel, a Vízisport Centrum (GYÁÉV uszoda), illetve a Győri Vízisport Egyesület kajakosai, evezősei várják a sportolni vágyókat. Ami külön érdekesség, elsőként az országban lehetőség van az aquafitness (vízi torna) új őrületének kipróbálására.
Az uszoda melletti a Püspök-erdő igazi "sportparadicsom". Senki ne lepődjön meg akkor, ha erdei sétája közben tanúja lesz egy lovas csodájának, a lovagló iskolák ugyanis szintén várják az érdeklődőket.
Néhány győri klub, csoport:
- AForce1 Dance Studio / AForce1 TSE
- Colosseum Fitness
- Spinning® Center
- Golden Ball Squash Club
- Galaxy Fitness
- K.O. Fitness
- Győri Búvár SE
- Repülő és Ejtőernyő Klub
- Plaza King Pin Bowling
- Vízisport Centrum
- Integrál Lovasklub Kft
- Takuan Karate Iskola
- Győri Atlétikai Club – II. Kerület Dózsa
- Bercsényi Miklós Sport Egyesület
- Győri Dózsa Ring Boksz Klub
- Győri Patent Gladiátor Ökölvívó Klub
- Győri Gladiátor Akadémia Alapítvány

## Vízi sportok
A „folyók és vizek városában” korábban élénk szabadidős és vízi élet folyt. A korábban nagyhírű és vízi versenysport egyesületei és telephelyei nagyrészt megszűntek. Veszni látszanak a nagy vízisport-hagyományok is, bár versenysportban továbbra is évről évre kiemelkedőt produkálnak a győri vagy győri származású versenyzők. A Graboplast Vízisport SE 2007-ben érte el 1981 után a legnagyobb sikereit.
A vízi túrázásnak már a 20. század elején nagy hagyományai voltak. A Dunára alapozva sorra alakultak a csónakházak és a klubok. A legnevezetesebb a Regatta volt. Győr a folyókhoz számos létesítménnyel csatlakozott. A vízi túrázás nem szűnt meg Győrött. Napjainkban is lehet több helyen csónakot bérelni, illetve a Mosoni-Dunán túrázni.

## Versenysport

### Egyesületek
- Győri ETO Futball Club

Alapítási év: 1904
Klubszínek: zöld-fehér
Cím: 9027 Győr, Nagysándor J. u. 31.
Élvonalbeli szezonok: 63
Bajnoki címek: 3 (1963, 1982, 1983)
Bajnoki ezüstérmek: 2 (1984, 1985)
Bajnoki bronzérmek: 5 (1967, 1974, 1986, 2008, 2010)
Magyar Kupa-győzelmek: 4 (1965, 1966, 1967, 1979)
Magyar Kupa-döntők: 3 (1964, 1984, 2009)
A szocializmus idején az ETO irányító testületei a kor kötelező sémái szerint működtek, valódi klubvezetésről a szó hagyományos értelmében nem beszélhettünk. Az elnöki tisztet szinte kivétel nélkül a gyár mindenkori vezérigazgatói töltötték be, ez a rendszer 1965-ben Horváth Ede vezérigazgatói kinevezésével szűnt meg.
A modell- és személyi változás is történt a vezetésben, amely "felállását" tekintve egy kicsit hasonlított az évtizedekkel korábbira. Társadalmi elnökként egy vagongyári igazgató állt a testület élén, a napi munkát pedig az ügyvezető irányította. Ez a szisztéma egészen 1986-ig működött, miután hét tradicionális szakosztályától megvált az egyesület, a megmaradt labdarúgó- és férfi kézilabda-szakosztály a Rába Magyar Vagon- és Gépgyár sportfőosztályaként tevékenykedett tovább.
A kilencvenes évekkel, a rendszerváltással ez a struktúra megszűnt, a többnyire vagongyári vezetőkből álló igazgatótanács és menedzser irányította a klubot. A Rába ETO sok más magyar egyesülethez hasonlóan súlyos anyagi gondokkal küszködött. A szakosztályok önállóan keresték a boldogulás útját. Az időközben egy rövid időre visszatért kajak-kenu, valamint a férfi kézilabda-szakosztály a győri közgyűlés döntése értelmében önálló városi egyesületet alakított. Utóbbi Győri ETO KC néven. Ezzel egy időben megalakult a Rába ETO Futball Club is, a Győri Rába ETO Sport Club pedig 1992-ben megszűnt. Ez a klub a korábbi esztendőkben több (Győri ETO, Vasas ETO, Győri Vasas, Wilhelm Pieck Vasas, Győri Vasas ETO, Rába ETO) néven is szerepelt. A megszűnéssel szinte egy időben jött létre a Rába ETO Futball Club is, amely később különböző okok miatt szerepelt ETO FC Győr, Győri FC néven is, napjainkban pedig ETO FC Győr néven fut.
- Győri Audi ETO KC

A részletes működése és története itt olvasható: http://www.gyorietokc.hu/
- Klubszín: zöld-fehér
- Mérkőzések helyszíne: Audi Aréna Győr

Győr jelenleg legkiemelkedőbb sportcsapata. tizennégyszeres magyar bajnok és tizenháromszoros Magyar Kupa-győztes, valamint négyszeres Bajnokok Ligája-győztes. A csapatban nemzetközi szinten is elismert magyar (Görbicz Anita,Kiss Éva, Bódi Bernadett, Tomori Zsuzsanna) illetve külföldi (Eduarda Amorim, Nycke Groot, Nora Mörk, Yvette Broch) klasszis is játszik.
- ETO-Szese Győr

A története itt olvasható: a szurkolói egyesület oldalán
- Klubszín: zöld-fehér
- Mérkőzések helyszíne: Győr, Magvassy Mihály sportcsarnok
Győr egyetlen európai kupagyőztes férfi csapata (IHF Kupa, 1986). Háromszoros magyar bajnok, négyszeres magyar kupa győztes, 1985/86-os idényben megnyerte az IHF Kupát .
2011. november 25-én a FAB ETO-t hatalmas köztartozása miatt, a Magyar Kézilabda Szövetség végleg kizárta a NB I/B bajnokságból, eredményeit megsemmisítették. A klubot a Széchenyi Egyetem SZESE nevű sportegyesülete égisze alakították újjá, jelenleg ETO-SZESE Győr néven az NBI/B Nyugati csoportjában szerepelnek. 
Lásd még:
- Győri ETO FC

 ETO Park
 A Győri ETO FC labdarúgóinak listája
- Győri Audi ETO KC

 A Győri Audi ETO KC kézilabdázóinak listája
- Győri ETO FKC

 A Győri ETO FKC kézilabdázóinak listája

### Győri olimpikonok, győri színekben szereplő sportolók az olimpiákon
| #   | Név                  | Az olimpia éve | Helye     | Sportága   | Eredménye   |           |
| --- | -------------------- | -------------- | --------- | ---------- | ----------- | --------- |
| 1.  | Balogh László        | 1972           | München   | evezés     | IV. hely    | német     |
| 2.  | Benkő Zoltán         | 2004           | Athén     | kajak-kenu |             | görög     |
| 3.  | Csicsay Ottó         | 1988           | Szöul     | kézilabda  | IV. hely    | korea     |
| 4.  |                      | 1992           | Barcelona | kézilabda  | VII. hely   | spanyol   |
| 5.  | Földingné Nagy Judit | 1996           | Atlanta   | atlétika   | 36. hely    | amerikai  |
| 6.  |                      | 2000           | Sydney    |            | 17. hely    | ausztrál  |
| 7.  | Görbicz Anita        | 2004           | Athén     | kézilabda  | V. hely     | görög     |
| 8.  | Hoffmann Beáta       | 1996           | Atlanta   | kézilabda  | III. hely   | amerikai  |
| 9.  | Horváth Erzsébet     | 1976           | Montreál  | kajak-kenu | –           | kanada    |
| 10. | Horváth József       | 1972           | München   | kézilabda  | VIII. hely  | német     |
| 11. | Iváncsik Mihály      | 1992           | Barcelona | kézilabda  | VII. hely   | spanyol   |
| 12. |                      | 1988           | Szöul     | kézilabda  | IV. hely    | Dél-Korea |
| 13. | Izsák Éva            | 1992           | Barcelona | kerékpár   | -           | spanyol   |
| 14. | Joós István          | 1980           | Moszkva   | kajak-kenu | II. hely    | orosz     |
| 15. | Kammerer Zoltán      | 2000           | Sydney    | kajak-kenu | 2 x I. hely | ausztrál  |
| 16. |                      | 2004           | Athén     |            | I. hely     | görög     |
| 17. | Karácsony Gyula      | 1988           | Szöul     | sportlövő  | VI. hely    | Dél-Korea |
| 18. | Keglovich László     | 1968           | Mexikó    | labdarúgás | I. hely     | mexikó    |
| 19. | Kiss György          | 1968           | Mexikó    | atlétika   | -           | mexikó    |
| 20. | Kormos András        | 1980           | Moszkva   | evezés     | VII. hely   | orosz     |
| 21. | Kulcsár Anita        | 2000           | Sydney    | kézilabda  | II. hely    | ausztrál  |
| 22. | Mátéfi Eszter        | 1996           | Atlanta   | kézilabda  | III. hely   | amerikai  |
| 23. | Mehlmann Ibolya      | 2004           | Athén     | kézilabda  | V. hely     | görög     |
| 24. | Mitring Gábor        | 1988           | Szöul     | evezés     | -           | Dél-Korea |
| 25. |                      | 1992           | Barcelona |            | -           | spanyol   |
| 26. |                      | 1996           | Atlanta   |            | -           | amerikai  |
| 27. | Nagy Anikó           | 1996           | Atlanta   | kézilabda  | III. hely   | amerikai  |
| 28. |                      | 2000           | Sydney    | kézilabda  | II. hely    | ausztrál  |
| 29. | Nagy János           | 1996           | Atlanta   | ökölvívás  | VI. hely    | amerikai  |
| 30. | Orbán Árpád          | 1964           | Tokió     | labdarúgó  | I. hely     | japán     |
| 31. | Oross Tibor          | 1988           | Szöul     | kézilabda  | IV. hely    | Dél-Korea |
| 32. | Pálinger Katalin     | 2000           | Sydney    | kézilabda  | II. hely    | ausztrál  |
| 33. | Palotai Károly       | 1964           | Tokió     | labdarúgó  | I. hely     | japán     |
| 34. | Pethrán Barbara      | 2000           | Sydney    | atlétika   | -           | ausztrál  |
| 35. | Pigniczki Krisztina  | 2000           | Sydney    | kézilabda  | II. hely    | ausztrál  |
| 36. | Povázsán Katalin     | 1980           | Moszkva   | kajak-kenu | VII. hely   | orosz     |
| 37. | Remsei Mónika        | 2000           | Sydney    | evezés     | -           | ausztrál  |
| 38. |                      | 2004           | Athén     |            | -           | görög     |
| 39. | Sillai László        | 1968           | Mexikó    | birkózás   | -           | mexikó    |
| 40. | Sirina Irina         | 2004           | Athén     | kézilabda  | V. hely     | görög     |
| 41. | Szántó Anna          | 1996           | Atlanta   | kézilabda  | III. hely   | amerikai  |
| 42. | Szeglet Zsolt        | 2000           | Sydney    | atlétika   | -           | ausztrál  |
| 43. | Sztanity Zoltán      | 1976           | Montreal  | kajak-kenu | II. hely    | kanadai   |
| 44. |                      | 1980           | Moszkva   |            | V. hely     | orosz     |
| 45. | Tóvári Péter         | 1980           | Moszkva   | evezés     | VII. hely   | orosz     |
| #   | Borkai Zsolt         | 1988           | Szöul     | lólengés   | I. hely     | Dél-Korea |

## Sportlétesítmények
A városban több sportlétesítmény található:
- Magvassy Mihály Sportcsarnok és
- Audi Aréna Győr

A sportrendezvények, táncversenyek mellett koncerteknek is helyet biztosít Ezek mellett kézilabda mérkőzéseket, kiállításokat rendeznek.
- Győri ETO stadion

Az ETO FC Győr futballcsapatának az otthona.
- Győri Vízi Sportcentrum
- Olimpiai Sportpark
- Egyetemi Csarnok

A sportrendezvények, táncversenyek mellett koncerteknek is helyet biztosít. Az új tornacsarnok is számos lehetőséget kínál – foci, kosár- és kézilabda, röplabda, aerobik, balett órák közül lehet választani.

## Külső hivatkozások
- http://www.arrabonarc.extra.hu%5B%5D
- https://web.archive.org/web/20200329204257/http://www.gyorsport.hu/
- https://web.archive.org/web/20070927222414/http://www.gyor.hu/adatok/252_gyor_sportja.pdf
- http://www.eto.hu/index.php?op=content&sel=30&PHPSESSID=1a13eb2d64b13ac14e0ecf8209411eda
- https://web.archive.org/web/20070708083840/http://www.fehermiklos.hu/index.php?ugras=statikus&statoldal=564
- http://www.eufo.de/football/hun/gy_r_eto.htm
- https://web.archive.org/web/20070930083305/http://www.gyorikredit.hu/cgi-bin/kred/gen?inside.tmpl&inside.xml&fullcikk&271
- https://web.archive.org/web/20070928202925/http://www.etofc.hu/index.php?op=news&sel=13&newsid=2170&PHPSESSID=2913bbb96d8dfd5f38838156e3144899
- https://web.archive.org/web/20100819072312/http://etofutsal.hu/
- http://www.etokc.hu
- http://www.audiarena.hu/